# Ilkley Moor

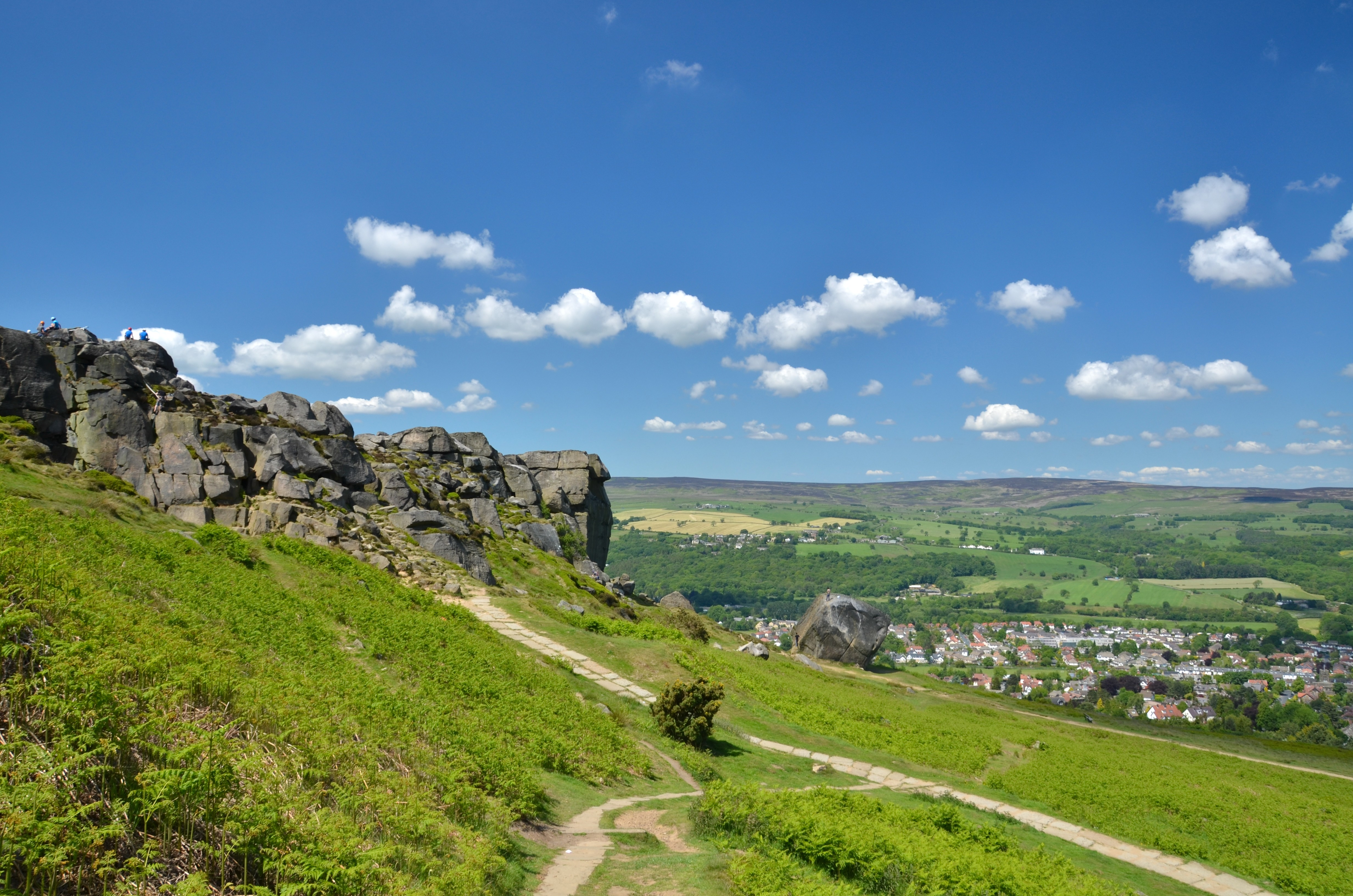
Ilkley Moor mit Felsformationen und befestigten Wanderwegen. In der Bildmitte ist die Felsgruppe Cow and Calf zu sehen (die vertikale Klippe und der etwas schräg stehende Felsblock rechts unterhalb).

Ilkley Moor ist ein Hochland südlich der englischen Stadt Ilkley in West Yorkshire.

## Lage
Ilkley Moor ist der direkt südlich der Stadt Ilkley gelegene und mit 402 m gleichzeitig höchste Teil des Hochlands Rombalds Moor. Nach Süden und Südosten wird Rombalds Moor durch die Städte Keighley, Bingley, Shipley und Guiseley begrenzt.

## Geschichte

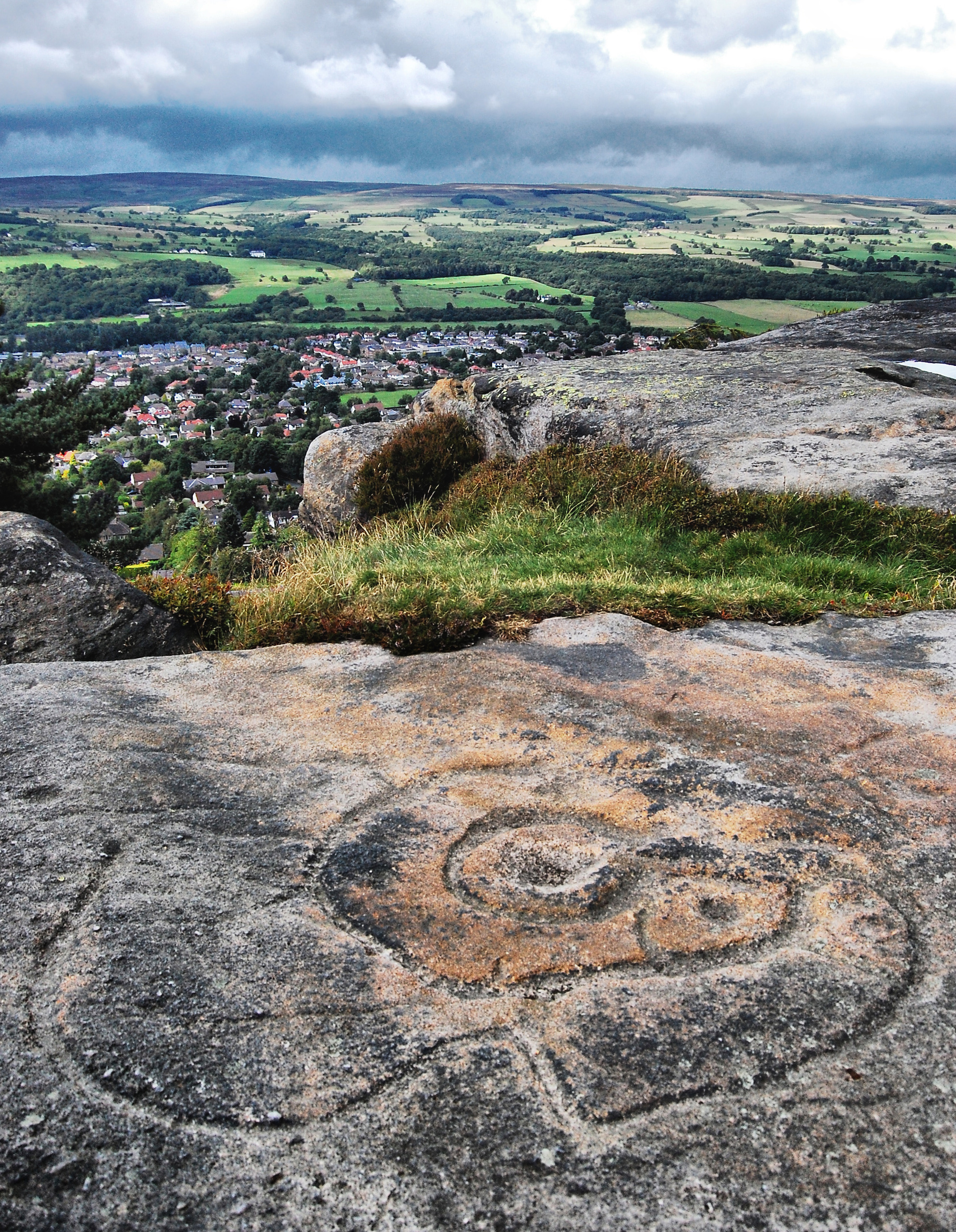
Cup-and-Ring-Markierungen; im Tal die Stadt Ilkley.

Ilkley Moor war bereits um 1800 v. Chr. besiedelt. Aus dieser Zeit stammen auch die Felsritzungen im Ilkley Moor, eine ausschließlich in dieser Region vorkommende Variante der Cup-and-Ring-Markierungen.

## Tourismus
Ilkley Moor liegt nicht weit von dichtbesiedelten Gegenden und ist wandertechnisch gut erschlossen. Daher stellt es ein beliebtes Ausflugsziel dar.
Etliche eindrucksvolle Felsformationen, etwa das Felsenpaar Cow and Calf oder der Pancake Stone, sind zu Fuß ohne Anstrengung erreichbar.

## „On Ilkla Moor Baht ’at“
Ilkley Moor ist der Schauplatz der „inoffiziellen Nationalhymne“ Yorkshires On Ilkla Moor Baht ’at (Yorkshire-Dialekt, auf Deutsch: „Auf Ilkley Moor ohne Hut“). Der Text malt mit schwarzem Humor aus, wie sich jemand auf Ilkley Moor ohne Kopfbedeckung den Tod holt und dann auf Umwegen von seinen Freunden verzehrt wird, und wurde der Überlieferung nach von Angehörigen eines Kirchenchores nach einem Ausflug in das kühle und windige Hochland verfasst:
| Liedtext (Yorkshire-Dialekt)                                        | Standard-Englisch                                                         | Deutsch                                                                   |
| ------------------------------------------------------------------- | ------------------------------------------------------------------------- | ------------------------------------------------------------------------- |
| 1. Wheear 'asta bin sin' ah saw thee, On Ilkla Moor baht 'at?       | Where have you been since I saw you, on Ilkley Moor without (a) hat?      | Wo bist du gewesen, seit ich dich gesehen habe, auf Ilkley Moor ohne Hut? |
| 3. Tha's bahn' to catch thy deeath o' cowd, On Ilkla Moor baht 'at! | You’re bound to catch your death of cold, on Ilkley Moor without (a) hat! | Du wirst dir den Tod durch Erkältung holen, auf Ilkley Moor ohne Hut!     |